# José Cristóvão Batista
José Cristóvão Batista (Ituporanga, ) é um escultor brasileiro. Vive em Lages, no estado de Santa Catarina.
Possui esculturas e monumentos espalhados pelo Brasil, na Serra Catarinense, no Rio Grande do Sul, no Paraná e no Rio de Janeiro.
Autodidata, as obras são feitas em concreto, arame e ferro, sempre abordando temas históricos. Destacam-se os monumentos "Imigrantes Italianos", em homenagem à colonização italiana; "O Tropeiro", obra feita para homenagear dos tropeiros que cruzavam do sul do país em direção a São Paulo, levando mulas; "Trançador de Laço", construído com dois metros de altura em homenagem aos primeiros artesãos; "Carro de Molas", medindo 90 metros de comprimento, em concreto, e que é um símbolo das carruagens de transporte de pessoas; "Boi de Botas", monumento que a retrata a Revolução Farroupilha, dentre outros.